# Olefinazione di Julia
L'olefinazione di Julia è una reazione chimica fra un solfone e un'aldeide (o un chetone) che genera un alchene. La reazione procede attraverso un alcol che funge da intermedio: la successiva eliminazione con una lega contenente sodio e mercurio produce l'alchene. Questa trasformazione è altamente selettiva per la produzione di doppi legami trans.
La reazione prende il nome dal suo scopritore, il chimico francese Marc Julia.

## Meccanismo di reazione
Il meccanismo di reazione prevede la deprotonazione del solfone con una base forte. L'anione così generato è stabilizzato dalla presenza di un gruppo aromatico come sostituente sul solfone: successivamente avviene l'attacco sull'aldeide o chetone, che genera l'intermedio. L'eliminazione avviene attraverso un meccanismo radicale che genera il prodotto più stabile, cioè l'olefina trans.

## Varianti
Nel corso degli anni successivi alla scoperta di questa importante reazione sono state sviluppate numerose varianti che permettono l'utilizzo di reagenti meno tossici della lega di mercurio e sodio e forniscono un maggiore controllo sulla selettività. Una di queste varianti è nota come olefinazione di Julia-Kocienski.